# Karl August Mühlhäußer
Karl August Mühlhäußer (* 26. Februar 1825 in Kleinkems bei Lörrach; † 20. Januar 1881 in Wilferdingen) war ein deutscher Theologe und Politiker. Er war Abgeordneter im Badischen Landtag.

## Leben
Als Sohn eines Pfarrers geboren, studierte er nach dem Besuch des Lyzeums in Heidelberg ab 1843 evangelische Theologie in Heidelberg, wo er 1844 Mitglied der Alten Heidelberger Burschenschaft Allemannia und 1845 der Burschenschaft Teutonia Heidelberg wurde. Nach Stationen als Stadtvikar, Hof- und Stadtdiakon in Karlsruhe und Pfarrer in Sulzfeld, wurde er 1857 Pfarrer in Wilferdingen. Er war einer der Mitbegründer der evangelisch-konservativen Parteienbewegung und in den Badischen Landtag gewählt, dem er 1867–1870 und 1879–1880 angehörte.